# Молибден
Молибденът (Molybdenum) е химически елемент, сребристо-бял, много твърд, но по-мек и ковък от волфрама метал, открит през 1778 година. Той е с шеста по големина температура на топене и само волфрамът и танталът от по-често срещаните метали имат по-високи температури на топене от него. Молибденът бавно се разяжда от киселини. Той е много ценен в производството на сплави, като допринася за твърдостта и здравината на легираната стомана. Така също повишава и температурата на топене на стоманата ако се използва като легираща добавка. През Втората Световна война немското оръдие, наречено „Дебелата Берта“, съдържа молибден, който го правил по-здраво и издръжливо по време на стрелба. Молибденът се окислява при повишени температури.

## Приложение
Той се използва като електрод в електрически загряти остъклени фурни. Основно приложение на молибдена е за легиране на стомани и за торове. Молибденът има незаменима роля (микроелемент), наред с магнезия в растителния свят, въпреки че е канцерогенен и отровен метал. Нитрогеназата е комплекс от ферменти (ензими), които се произвеждат от някои бактерии, усвояващи атмосферният азот (кръговрат на азота). Тези бактерии са незаменима част от хумуса и на практика са в симбиоза с растенията. Нитрогеназата е катализатор в основната реакция:
N2 + 6H + Q → 2NH3
Молибденът влиза в състава и на растителните ензими (ферменти) с аналогична роля – усвояване на азота. Според европейските директиви, пречиствателните станции за отпадъчни води, следва да изхвърлят вода с конценрация на тежки метали (всеки поотделно) не повече от 0,05 mg/l. За в бъдеще все повече ще се внедряват технологии, които с помощта на йоноомбемници ще извличат ценните метали от отпадъчните води и те няма да бъдат изхвърляни в реките и моретата, където нарушават екологичното равновесие. Металът има приложения при атомната енергетика за ракети и самолетни части, както и в други области, където се изискват труднотопими киселинно- и корозионноустойчиви сплави, стомани с повишена твърдост и износоустойчивост. Важно приложение на молибдена е за сплавта молибденов телурит – незаменима за електроди в литиево-йонни батерии с повишен живот и енергоемкост, който е и полупроводник. Той е важен катализатор при рафинирането на петрол. Намерил е също приложение като влакно в елетронни и елетрически уреди. Има и много важна следа в храненето на растенията. Молибденовия дисулфид се ползва като смазка, особено при високи температури, при които маслата се разлагат. Употребата на молибденова смазка MoS2 (молибденов дисулфид) се ограничава до специфични приложения, защото продуктите на окисление на смазката са МоО2 (молибденов диоксид) и сяра, които са висококорозивни вещества при досег с вода или атмосферен въздух.

## Добив
В световен мащаб нуждите от молибден непрекъснато растат и добивът му се увеличава, въпреки трудното му производство. Най-големи производители на молибден са САЩ и Китай, следвани от Чили. Съответно 61 000 т и 59 000 т годишно, а дялът на Чили е 45 000 т, Перу – 17 000 т и Канада с около 12 000 т. В постсъветското пространство износители са Армения – около 4000 т и Русия 35 000 т. Неотдавна Китай, който има най-големи запаси в света от молибденови минерали обяви, че спира износа на молибден наред с двадесетина други метали, за което ЕС и Съединени американски щати в рамките на Световната търговска организация възразяват остро и настояват за санкции. Текущатата цена на едро на стоковата борса за чист молибден е около 30 $ за килограм – цена с около 60 % по-ниска спрямо тази от 2006 – 2007 г. Молибденът не се среща в свободно състояние. Съдържанието му в земната кора е 3×10-4 % по маса. Известни са около 20 минерала, съдържащи молибден, от които той се добива.

## Токсични свойства
Молибденът може да причини хронично заболяване и прах – пневмокониоза.